# 凯蒂·鲍尔
凯蒂·鲍尔（英語：Catie Ball，1951年9月30日—），美国女子游泳运动员，主攻蛙泳和混合泳。她曾代表美国参加1968年夏季奥林匹克运动会游泳比赛，获得女子4×100米混合泳接力金牌。